# Richard Berthold
Richard Berthold (* 25. April 1927 in Weiher; † 8. August 2007) war ein deutscher Manager und Finanzvorstand bei der Audi AG 1984 bis 1988.

## Leben
Richard Berthold studierte Volkswirtschaft an der Albert-Ludwigs-Universität Freiburg. Er war zunächst ab 1953 in der Betriebsbuchhaltung der Volkswagen AG tätig. 1958 wurde er Gruppenleiter in der Abteilung für Kostenkontrolle, ab 1966 Leiter der Abteilung.
1978 wurde Berthold in den Vorsitz des Aufsichtsrats der V.A.G. Leasing GmbH (heute: Volkswagen Leasing GmbH) gewählt und im gleichen Jahr noch zum Direktor und Leiter des Bereichs Beteiligung und Unternehmensplanung ernannt. Vom 1. Januar 1984 bis zum 31. Dezember 1988 war Berthold Vorstand für Finanz- und Betriebswirtschaft bei der Audi AG.
Er war Mitglied der katholischen Studentenverbindung KDStV Ripuaria Freiburg im Breisgau im CV.
| Personendaten    | Personendaten                                                 |
| ---------------- | ------------------------------------------------------------- |
| NAME             | Berthold, Richard                                             |
| KURZBESCHREIBUNG | deutscher Manager, Finanzvorstand bei der Audi AG (1984–1988) |
| GEBURTSDATUM     | 25. April 1927                                                |
| GEBURTSORT       | Weiher                                                        |
| STERBEDATUM      | 8. August 2007                                                |